# Carlos Fernández Luna
Pour les articles homonymes, voir Carlos Fernandes (homonymie).
Carlos Fernández, de son nom de naissance Carlos Fernández Luna, né le 22 mai 1996 à Séville, est un footballeur espagnol évoluant au poste d'attaquant à Cádiz CF, en prêt de la Real Sociedad.

## Biographie
Le 24 janvier 2021, Fernández signe à la Real Sociedad pour six ans et demi. Le montant du transfert, non officiellement dévoilé, est à hauteur de 10 millions d'euros avec deux millions de plus en variables.
Il participe au championnat d'Europe des moins de 19 ans 2015 organisé en Grèce. L'Espagne remporte la compétition en battant la Russie.

## Palmarès
- Vainqueur du championnat d'Europe des moins de 19 ans 2015 avec l'équipe d'Espagne